# Högerradikalism

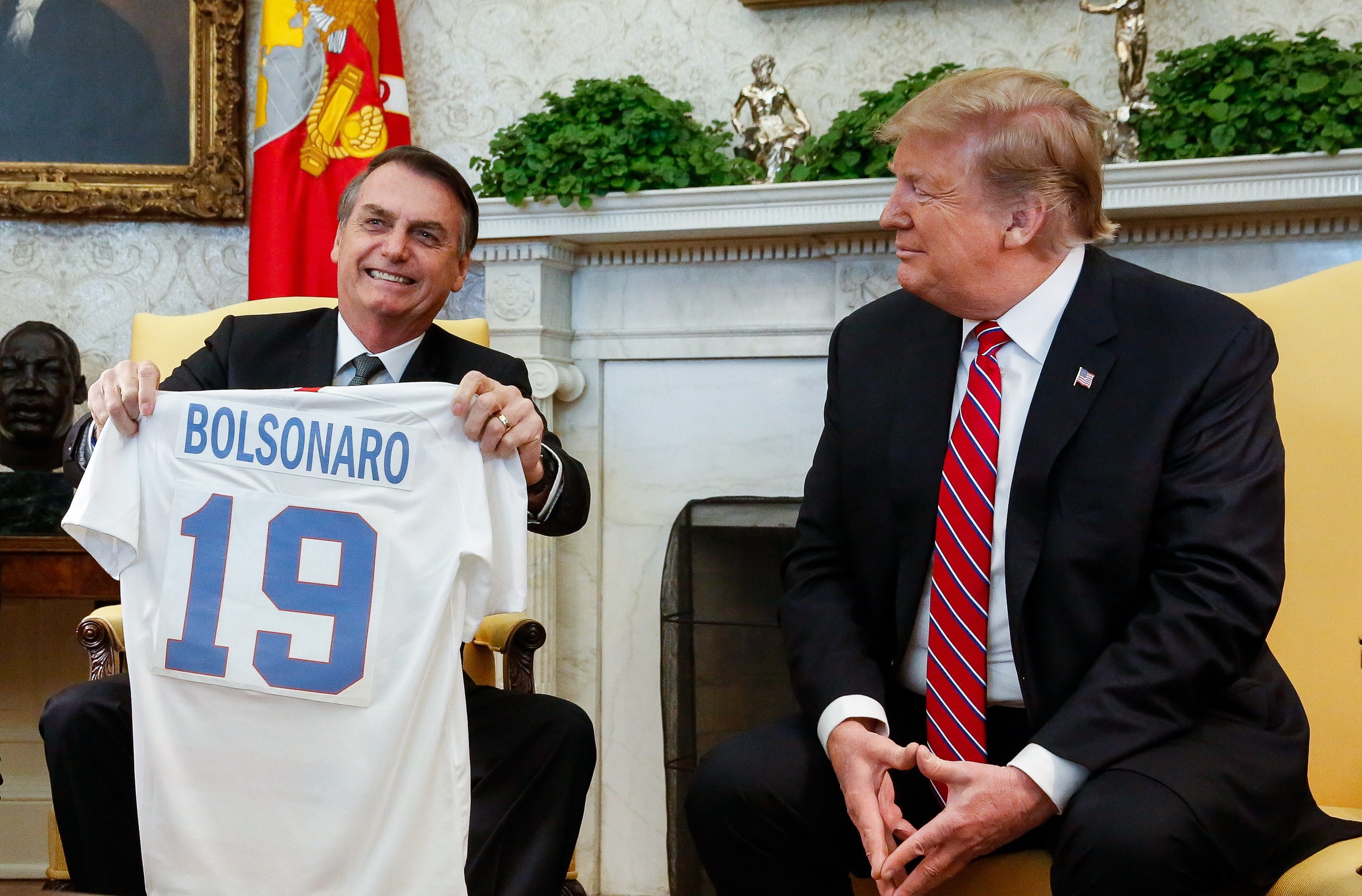
Jair Bolsonaro och Donald Trump

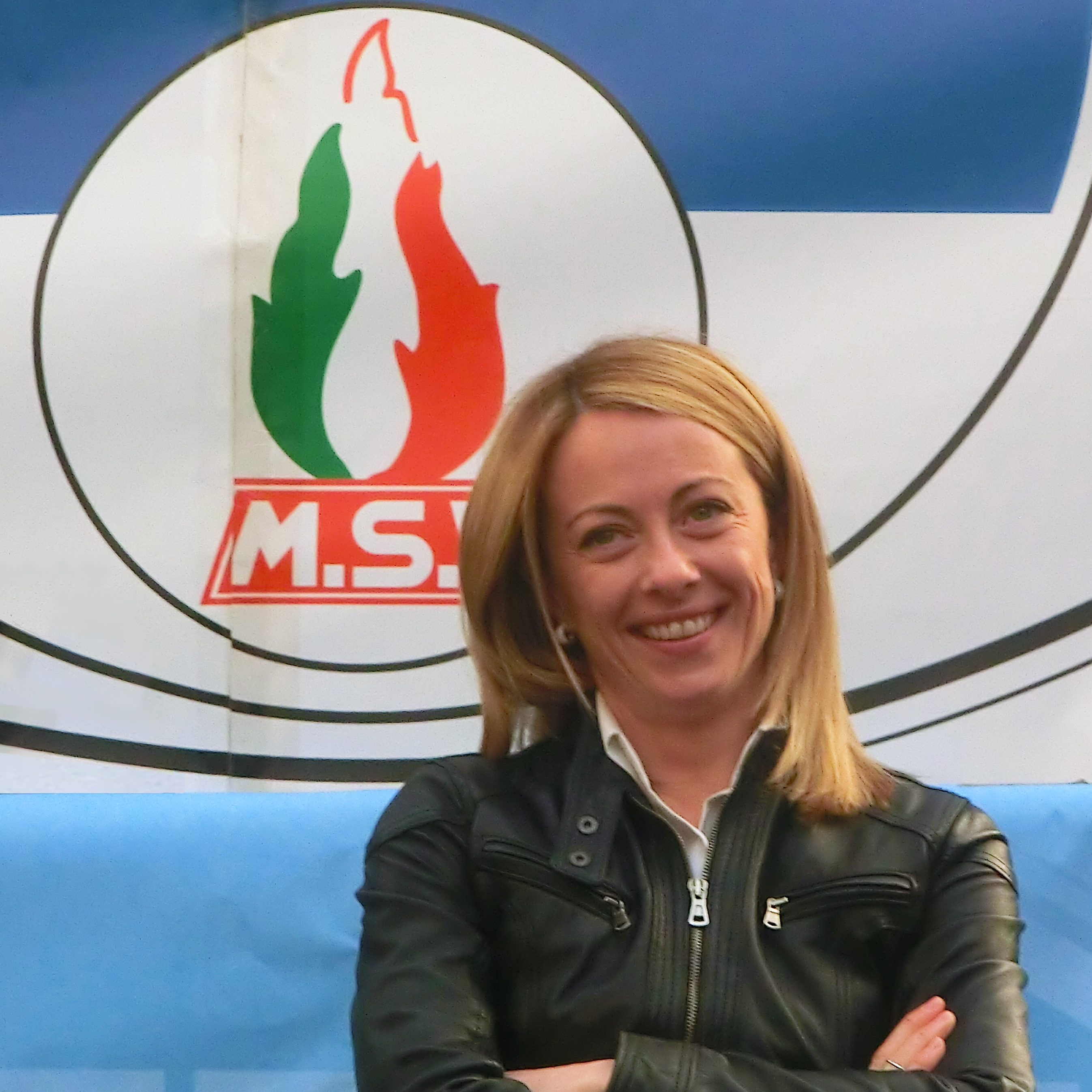
Giorgia Meloni, partiledare för det högerradikala partiet Fratelli d'Italia (2014)

Högerradikalism är politiska eller ideologiska åsikter och värderingar som förenar en syn på ojämlikhet som naturligt med motstånd mot de grundläggande värden som liberala demokratier vilar på. Åsikterna och värderingarna kännetecknas av etnisk eller exkluderande nationalism, auktoritarianism, samt främlingsfientlighet och/eller rasism. Högerradikalism präglas oftast också av en populistisk retorik.
Högerradikalism definieras inte främst utifrån socioekonomiska ståndpunkter utan utmärks främst av sociokulturella ståndpunkter.
Högerradikalism kan vara svår att skilja från extremhögern. Motstånd mot politisk demokrati som samhällsystem är det som tydligast särskiljer den extrema högern från högerradikalismen. Extremhögern tenderar också att i högre utsträckning än den radikala högern att använda våld i politiskt syfte, även om det förekommer i båda grupper. Högerradikalismen accepterar den politiska demokratin som styrelseskick, men motsätter sig liberala värden som individuella och universella mänskliga rättigheter, t.ex. genom att ifrågasätta politisk pluralism och minoriteters rättigheter.

## Historia
Termen radikalism har sina rötter i den latinska termen radicalis som betyder av eller med rötter. Radikal har historiskt betecknat den politiska vänstern och på 1800-talet även liberala rörelser vars mål var en radikal eller progressiv förändring av samhället. Höger har historiskt betecknat en reaktionär politisk höger som värnat etablerade institutioner, normer och värderingar.
Termen högerradikalism är sprunget ur forskning om fascism efter andra världskriget. Fascismen hade visat att vissa högerrörelser eftersträvade fundamentala samhällsförändringar. Under efterkrigstiden användes termen som ett samlande begrepp för alla partier och rörelser på den högra ytterkanten av den politiska skalan. I USA användes termen då ofta för att beteckna mindre högergrupper såsom John Birch Society.
Under 1970- och 80-talet kom högerradikalism allt mer att ersättas av termen högerextremism. På 1990-talet dominerade högerextremism som koncept, särskilt i Europa.
På 2000-talet har forskarvärlden allt mer kommit att använda radikal för att beteckna rörelser som verkar inom demokratiska ramar men med illiberala åsikter eller värderingar, medan extremism betecknar antidemokratiska åsikter eller värderingar. Högerextremismen är således antidemokratisk och i vissa fall även våldsbejakande, medan högerradikalismen är motståndare till (delar av) de grundläggande fri- och rättigheter, maktdelning och rättsstatsprinciper som förknippas med liberal demokrati, men förespråkar inte våld som metod för att uppnå sina mål.

## Definitioner
Det råder vetenskaplig enighet kring att deltermen höger i högerradikalism motiveras av värnandet av social hierarki mellan samhällsgrupper. Högerradikala gör åtskillnad mellan grupper som inkluderas i gemenskapen, oftast i form av nationen, och grupper som exkluderas gemenskapen. Ofta definieras de exkluderade utifrån etnicitet eller kultur. Ojämlikhet uttrycks sällan som ett mål i sig självt, den ses istället som ett normalt resultat av att värden som familj, traditioner och auktoritet prioriteras.
Däremot råder det inte enighet kring hur radikalism ska definieras. Att radikal betecknar demokratiska men illiberala åsikter är den dominerande definitionen. Enligt denna definition accepterar radikaler majoritetsstyre men är motståndare till skydd av minoriteter, maktdelning och/eller rättsstatsprinciper.
Vissa menar dock att radikal ska förstås som bruket eller förespråkande av okonventionella metoder för att uppnå sina mål, såsom vandalism eller våld, tron på fundamental samhällsförändring och verkande utanför etablerade institutioner. Med denna definition skulle rörelser som Occupy Wall Street och den amerikanska Tea Party-rörelsen falla utanför definitionen och därmed inte anses radikala.

## Karaktär
Högerradikala grupper och partier karaktäriseras av exkluderande nationalism, auktoritarianism, populism och främlingsfientlighet. Det har varit särskilt framträdande i Europa, där de flesta högerradikala partier företräder ideologier som blandar populism, exkluderande nationalism och auktoritarianism. Blandningen yttrar sig ofta i att dessa partier påstår sig företräda "folket" mot en "korrupt elit" i form av beslutsfattare i politiken, institutioner och/eller näringslivet, med krav på minskad invandring, särskilt från muslimska länder, och ett större fokus på lag och ordning.
Enligt Jens Rydgren, professor i sociologi, betecknas radikala högerpartier i Europa ofta felaktigt som populistiska. Han menar att den gemensamma nämnaren istället utgörs av etnisk nationalism. Partiernas huvudfokus är oftast nationens etnicitet och säkerhet som de menar hotas av immigration, mångkultur och islamism. Radikala högerpartier diskurs går ofta ut på att den styrande eliten är ansvarig för uppkomsten och den betydande storleken på dessa (som de betecknar som) hot mot nationen. På så vis menar Rydgren är det utmärkande för ideologin snarare etnisk nationalism än populism. Forskning har visat stöd för hypotesen att det snarare är nativism och auktoritarianism som utmärker högerradikalism än populism.

## Mål och ståndpunkter
Radikala högergrupper delar ofta mål och ståndpunkter såsom:
- främjande av nationens etniska homogenitet,
- framhävande av vad de anser vara traditionella värden, ofta baserat på myter om det förflutna,
- "eliten" beskylls för att sätta internationalism och sina egna intressen framför "folkets",
- främlingsfientlighet och motstånd till invandring,
- värnar majoritetens rätt att bevara och skydda sin kulturella identitet,
- utpekande av islam och muslimer som ett (särskilt betydelsefullt) hot mot nationens identitet,
- EU-motstånd,
- motstånd mot multinationella företag och organisationer, internationalism, globalisering och andra processer som fostrar universalism och likriktning.

## Utbredning
Stödet för högerradikala åsikter, politiker och partier ökar i världen, inte bara i europeiska demokratier, utan även i stora demokratier såsom USA, Indien och Brasilien. I EU:s medlemsstater har stödet för partier som betecknas som högerradikala ökat från runt 1 procent under 1980-talet till över 7 procent på 2010-talet. I de flesta västeuropeiska demokratier är högerradikala partier representerade i de nationella parlamenten. I Ungern, Polen, Italien och Österrike ingår eller har högerradikala partier ingått i ländernas regeringar.
I Indien erhöll det högerradikala nationalistiska hinduiska partiet Bharatiya Janata Party över 40 procent av rösterna i valet 2019. I USA och Brasilien är Trumpism och Bolsonarianism uttryck för växande stöd för högerradikala åsikter och värderingar.
Det medborgerliga stödet för högerradikala åsikter har i undersökningar visat sig överträffa högerradikala partiers valresultat, särskilt i länder med flerpartisystem. Ett exempel är Kanada där högerradikala partier har erhållit mycket lågt stöd i allmänna val. Där visade en undersökning att 37 procent av medborgarna upplevde att invandring utgjorde ett hot mot "vita kanadensare". Uppfattningen förkom särskilt bland de utan högre utbildning. Bland de med högre utbildning uppvisade 27 procent av de svarande denna inställning. Undersökningar i flera länder uppvisar likartade resultat.